# إليزافيتا نوغومانوفا
إليزافيتا إيجوريفنا نوغومانوفا (بالروسية: Elizaveta Igorevna Nugumanova؛ من مواليد 25 أغسطس 2002) هي لاعبة تزلج فني روسية حصلت على الميدالية البرونزية في بطولة كأس وارسو سي إس للتزلج على الجليد 2019 وفازت بميداليتين في سلسلة الجائزة الكبرى للاتحاد الدولي للتزلج للناشئين.

## نشأتها
ولدت إليزافيتا نوغومانوفا في 25 أغسطس 2002 في سانت بطرسبرغ، روسيا.

## مسيرتها الرياضية

### بداياتها المهنية
شاركت نوغومانوفا في بطولة التزلج الفني على الجليد الروسية 2015 على مستوى الناشئين حيث احتلت المركز الخامس. وفي الموسم التالي تنافست في كأس دينكوفا-ستافيسكي، وحصلت على الميدالية الذهبية للمبتدئين المتقدمين. وفي نفس الموسم احتلت المركز الرابع في بطولة روسيا للناشئين عام 2016، خلف اللاعبة أليسا فيديشكينا.

### موسم 2016-2017
ظهرت نوغومانوفا لأول مرة في سباق الجائزة الكبرى للناشئين لموسم 2016-2017. وكان أول حدث لها سباق الجائزة الكبرى للناشئين في روسيا حيث فازت بالميدالية البرونزية. وفازت بالميدالية الفضية في حدثها الثاني في سباق جائزة الاتحاد الدولي للتزلج الكبرى للناشئين في إستونيا، وحصلت على أفضل الدرجات الشخصية في التزلج القصير والحر بإجمالي 188.43 نقطة. وباعتبارها بديلة أولى لنهائي سباق الجائزة الكبرى للناشئين، تم استدعاء نوغومانوفا بعدما قررت بولينا تسورسكايا الانسحاب. وفي نهائي سباق الجائزة الكبرى للناشئين احتلت المركز الخامس. وأنهت نوغومانوفا موسمها بحصولها على المركز الحادي عشر في بطولة التزلج على الجليد الروسية 2017 في مستوى الناشئين. بعد نهاية الموسم تركت نوغومانوفا مدربيها القدامى، تاتيانا ميشينا وأليكسي ميشين، لتتدرب مع أنجلينا تورينكو.